# 伽陀
伽陀，又譯伽他、偈佗、偈陀，简称偈，意譯諷誦、諷頌、造頌、偈頌、頌、孤起頌、孤起偈、不重頌偈，原為古印度的一種韻文文體，是一種歌謠。在佛教中，伽陀為九分教與十二分教之一，句型長短不一，佛教中用這種文體，來串連文句，方便誦唸、教授及學習佛教教義。
在傳入中國後，因為翻譯影響，伽陀不一定會押韻，但其句型則整齊一致，每句採固定字數，如同駢文；但在不同段落中，其每句字數可能會變化。在禪宗中，禪宗祖師也以伽陀來證明自己證悟的境界，並教授他人。

## 概論
伽陀與祇夜，來自相同的動詞字根gai，意為詩句或歌謠。這是一種古印度傳統文體，用來聯合句子，方便誦唸。
伽陀常為僧眾信眾誦詠。如，《雜阿含1321經》：「時尊者阿那律陀夜後分時，端身正坐，誦〈憂陀那〉(Udāna)、〈波羅延那〉（Pārāyaṇa)、〈見真諦〉(Satyadṛśa)、〈諸上座所說偈〉(Sthaviragāthā)、〈比丘尼所說偈〉(Sthavirīgāthā)、〈屍路偈〉(Śailagāthā)、〈義品〉(Arthavargīya)、〈牟尼偈〉(Munigāthā)、修多羅悉皆廣誦 」。《法句經》為偈頌的一種。

## 名称类似的不同概念
- 阿伽陀，常被簡譯為伽陀，這是一種古印度的藥品，相傳能解一切毒。
- 迦陀（英语：Katha (storytelling format)），印度敎中的敘述體裁